# Uhliská
Uhliská este o comună slovacă, aflată în districtul Levice din regiunea Nitra. Localitatea se află la altitudinea de 610 m deasupra n.m., se întinde pe o suprafață de 5,92 km2 și în 2017 număra 184 de locuitori.

## Istoric
Localitatea Uhliská este atestată documentar din 1554.

## Demografie
| An:                | 1994 | 2004   | 2014    | 2024   |
| ------------------ | ---- | ------ | ------- | ------ |
| Număr de persoane: | 247  | 223    | 182     | 186    |
| Diferență:         |      | −9,71% | −18,38% | +2,19% |

| An:                | 2023 | 2024   |
| ------------------ | ---- | ------ |
| Număr de persoane: | 197  | 186    |
| Diferență:         |      | −5,58% |